# Megalithanlagen von Herslev

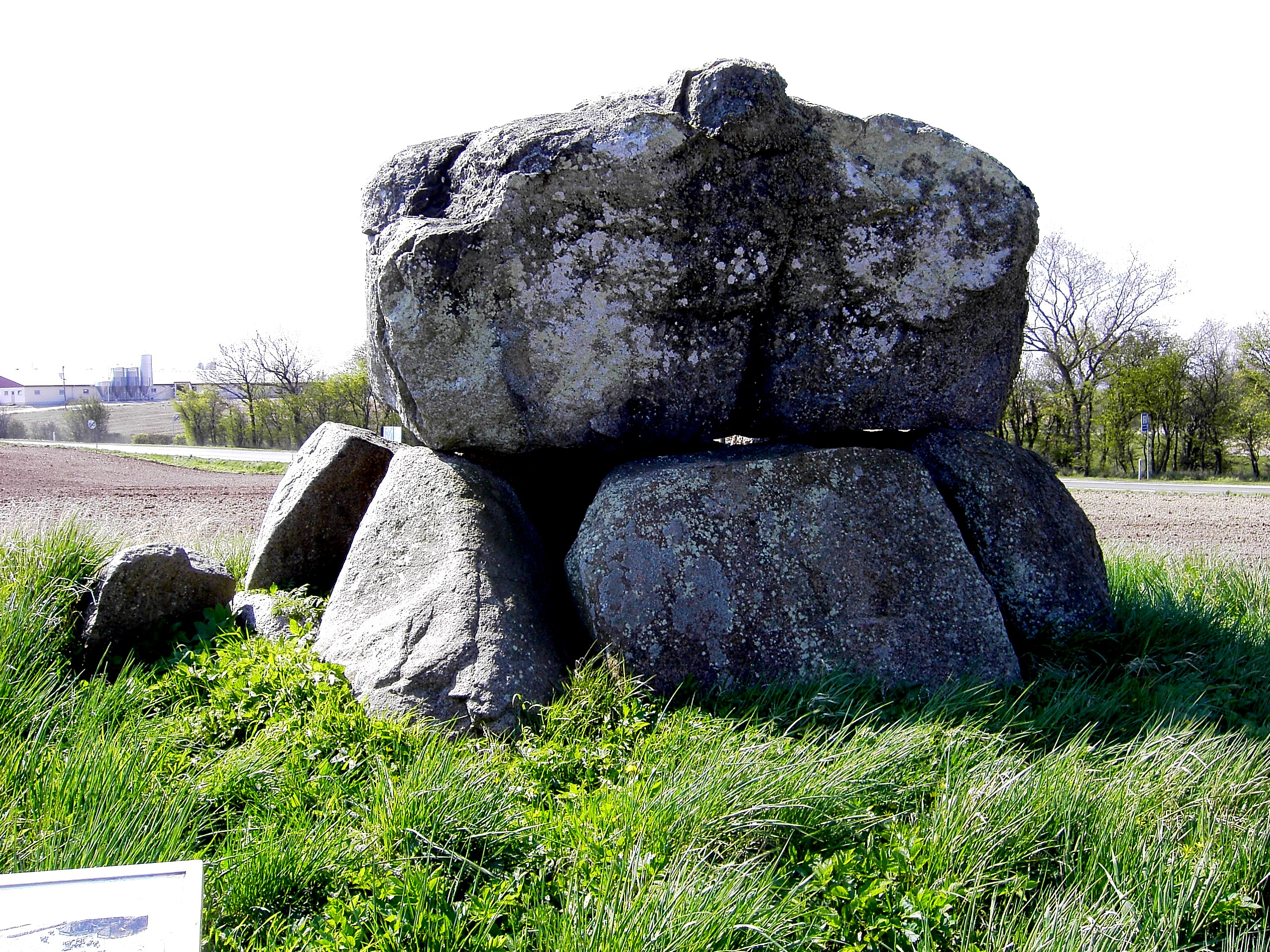
Dolmen von Herslev

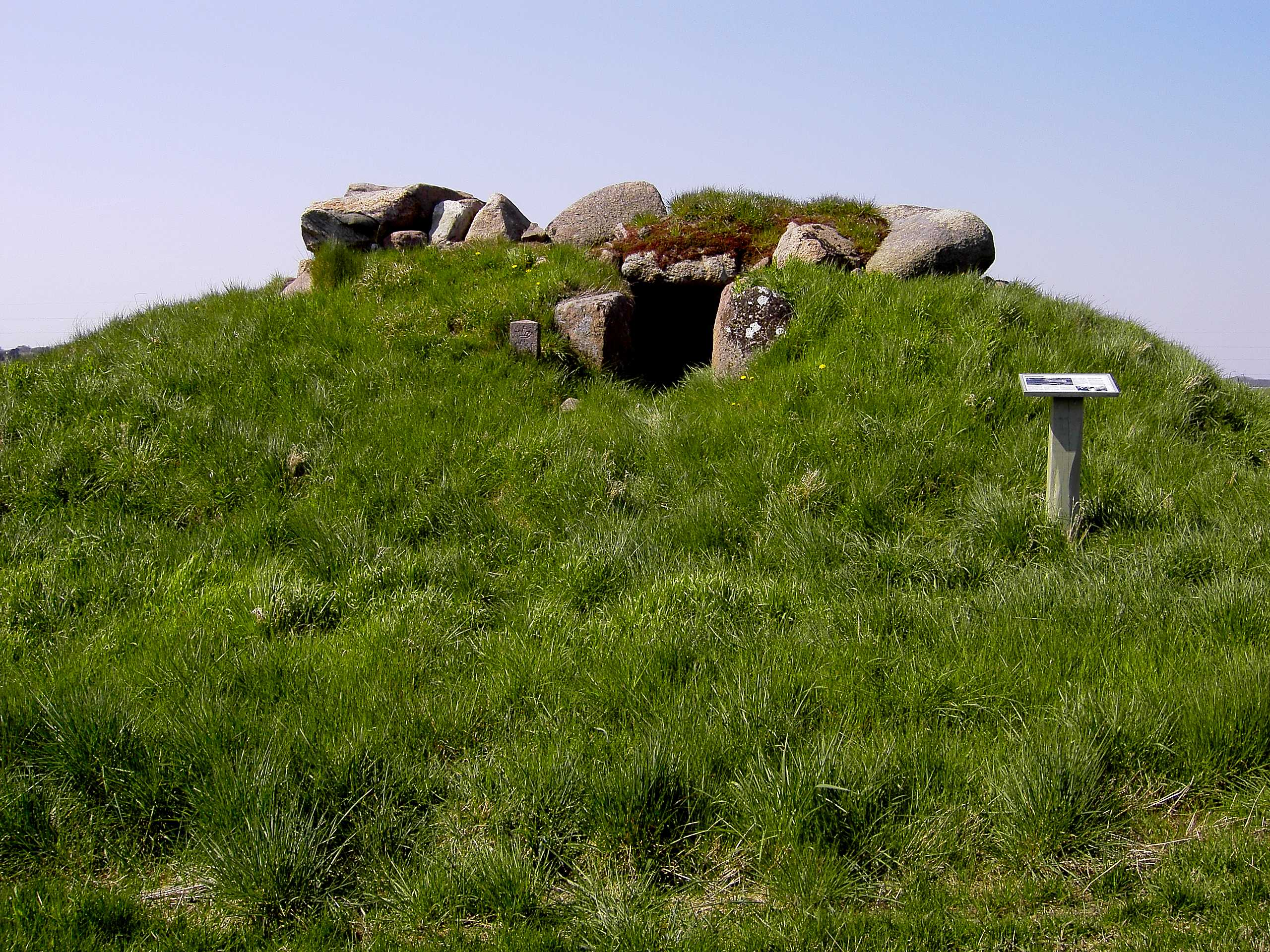
Das Ganggrab Annemosehøj

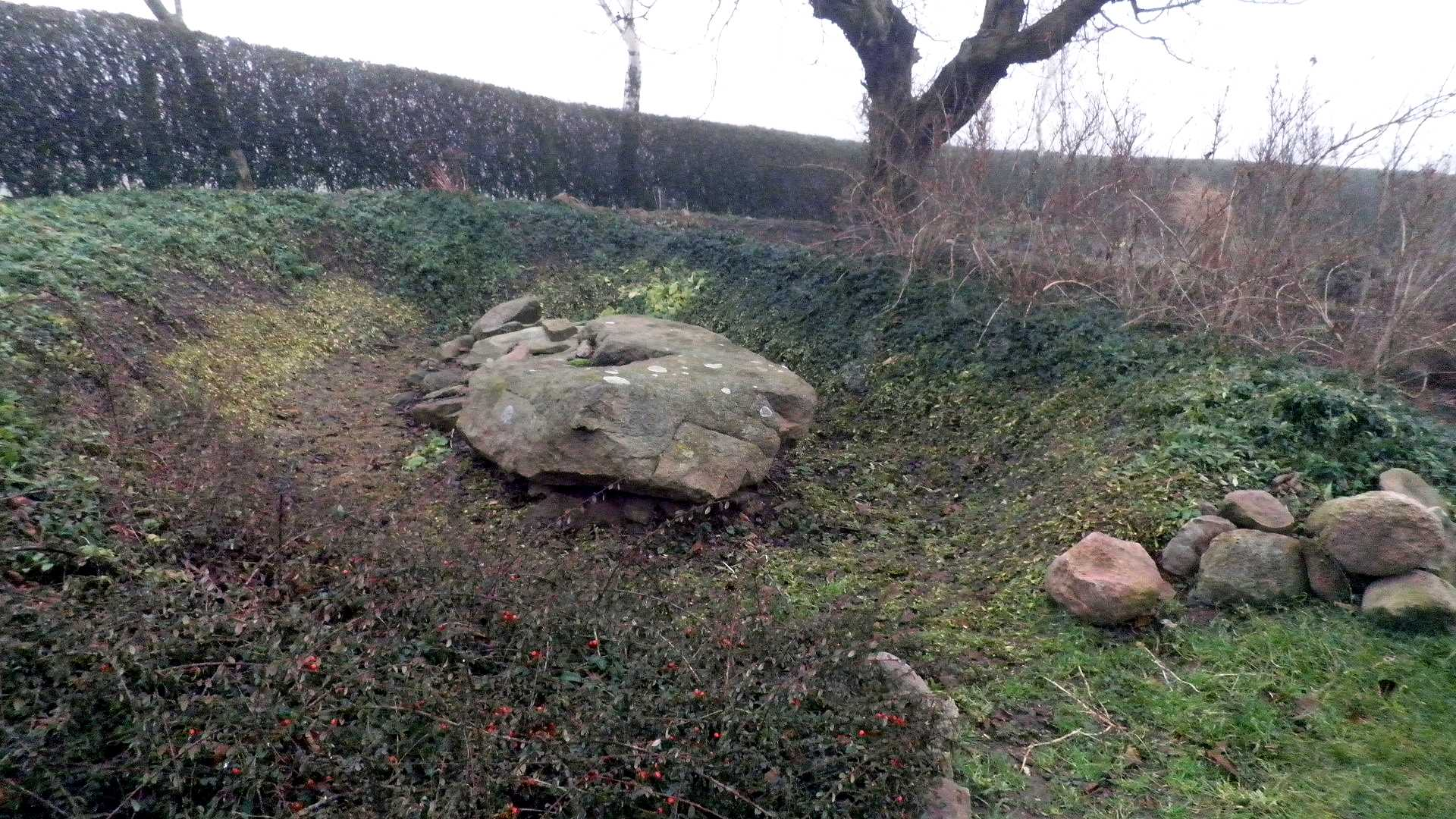
Steinkiste von Herslev

Die Megalithanlagen von Herslev auf der Insel Langeland in Dänemark bestehen aus einem Dolmen einem Ganggrab, und einer Steinkiste die westlich bzw. nördlich vom Ort Herslev liegen. Sie entstanden im Neolithikum zwischen 3950 und 2800 v. Chr. als Megalithanlagen der Trichterbecherkultur (TBK). Neolithische Monumente sind Ausdruck der Kultur und Ideologie neolithischer Gesellschaften. Ihre Entstehung und Funktion gelten als Kennzeichen der sozialen Entwicklung.

## Der Dolmen
Der Dolmen von Herslev liegt 500 m südlich des Langdolmens  bei Statene, auf einem Feld, unmittelbar südlich des Augløkkevej, der von Illebølle kommend, auf die nord-süd verlaufende Kreisstraße 305 trifft. Es ist eine nicht ausgegrabene Dolmenkammer. Die nur ein mal zwei Meter große Kammer ist die am nördlichsten gelegene von ehemals dreien, die in einem gemeinsamen Langhügel lagen, der völlig abgetragen ist. Der große Deckstein ruht noch auf den Tragsteinen. Im Zugang ist eine doppelte Schwelle zu erkennen.

## Das Ganggrab
Das Ganggrab ist eine Bauform jungsteinzeitlicher Megalithanlagen, die aus einer Kammer und einem baulich abgesetzten, lateralen Gang besteht. Diese Form ist primär in Dänemark, Deutschland und Skandinavien, sowie vereinzelt in Frankreich und den Niederlanden zu finden. Der „Annemosehøj“ liegt südlich des Dolmens auf einem bestellten Feld, westlich der Kreisstraße hinter einem Bauernhof (54° 52′ 58,2″ N, 10° 43′ 53,8″ O). Der Andemosehøj (Entenmoorhügel) ist eine freiliegende Grabkammer, deren Hügel nicht mehr existiert. Sie ist nach NNO-SSW ausgerichtet und misst etwa sechs mal zwei Meter. In der restaurierten Kammer stützen heute in Beton eingelassene Eisenbahnschienen die vier etwas verschobenen Decksteine. Zwei der Steine wurden als Joche aufgelegt. Vom Gang auf der Südostseite der Kammer ist das innere Tragsteinpaar erhalten. Die trapezoide Kammer wird von 13 Tragsteinen gebildet; fünf auf den Langseiten und einer bzw. zwei an den Endseiten. Die Anlage wurde noch nicht untersucht.
Mitte des 19. Jahrhunderts hat man die dort gefundenen Gegenstände entfernt. Es handelte sich um Geräte aus Feuerstein, die der ausgrabende Regimentschirurg dem Nationalmuseum übersandte. Der von ihm gemeldete Fund von zehn Menschenskeletten, die anscheinend mit dem Rücken gegen die Wand niedergelegt worden waren, wird angezweifelt.

## Die Steinkiste
Die Steinkiste von Herslev (auch Klæsø genannt) wurde unter einer Röse gefunden.